# Kupferhof Grünenthal

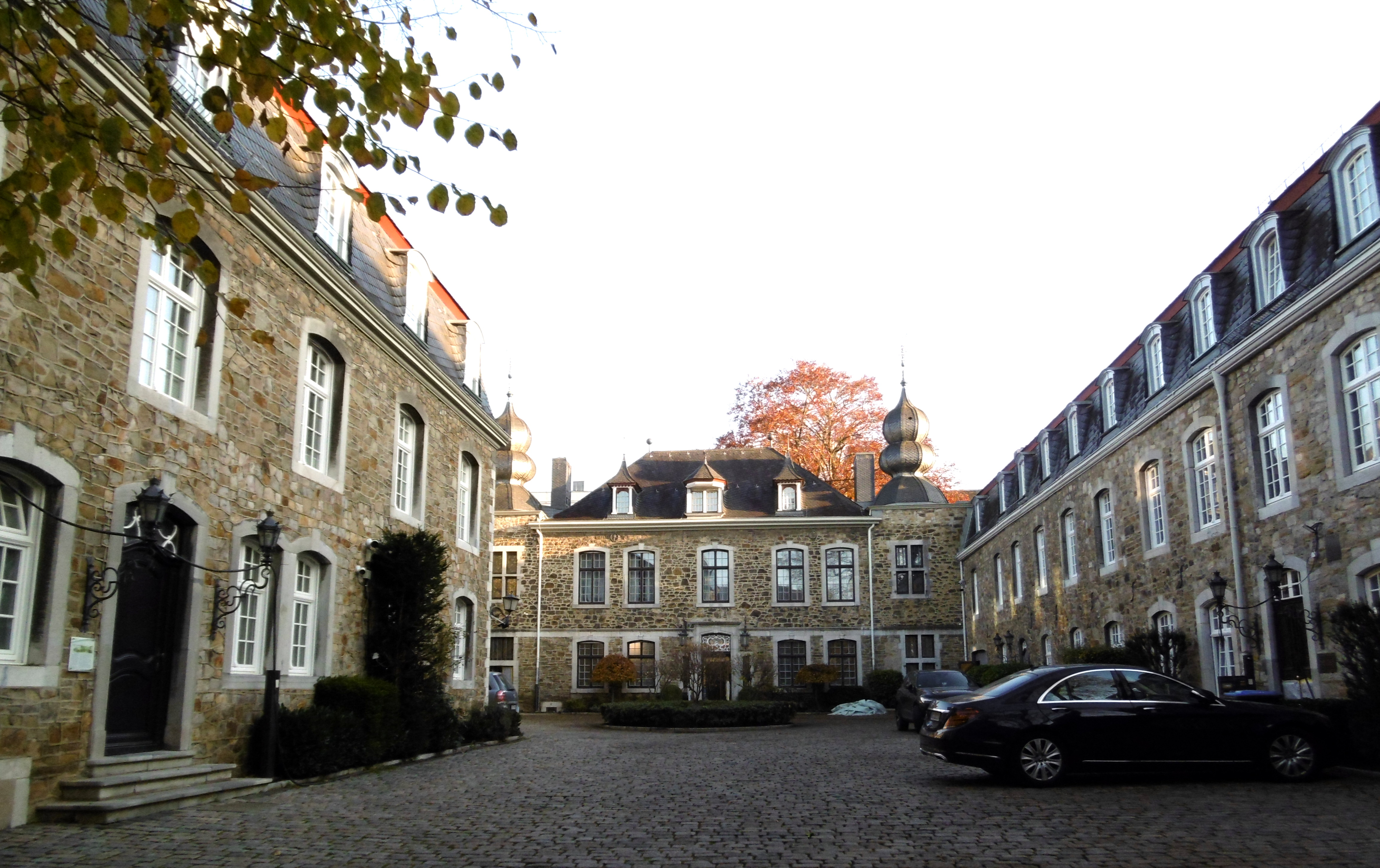
Kupferhof Grünenthal

Der Kupferhof Grünenthal, auch „Hof Grünenthal“ oder „Auf dem Styrenbend“ genannt, ist einer von mehr als zehn ehemaligen Kupferhöfen in der Oberstadt von Stolberg im Rheinland am Beginn der Steinfeldstraße. Er hat seinen Namen nach der ehemaligen Flurbezeichnung „Im grünen Thal“ und steht seit 1985 unter Denkmalschutz. Der Kupferhof Grünenthal ist Gründungsort des nach ihm benannten Pharmaunternehmens Grünenthal GmbH und bis heute Sitz der Unternehmerfamilie Wirtz. 

## Geschichte

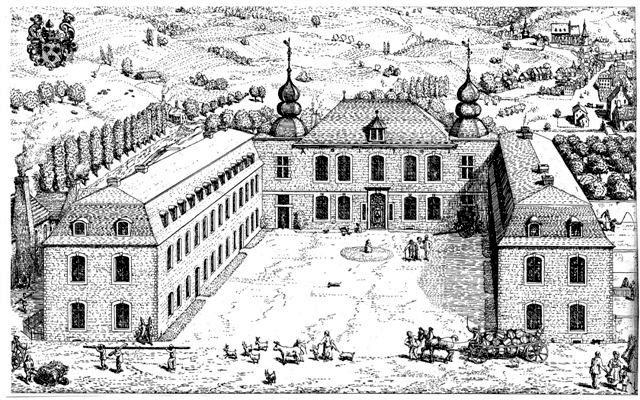
Stich des Künstlers Roland Mertens, um 1980

Mitte des 17. Jahrhunderts erwarb Matheis Peltzer (1610–1679), Kupfermeister auf der Ellermühle und verheiratet mit Sara Schleicher, das weitläufige Grundstück „Am Steinrutsch“ am linken Ufer des Vichtbaches vom Stolberger Burgherrn Franz Karl Freiherr Raitz von Frentz, der diese Parzelle „Im grünen Thal“ genannt hatte, und gründete dort die Galmeimühle Grünenthal. Dabei reichte das Gesamtareal bis zur späteren Parzellierung durch die Stadt Stolberg im Jahr 1887 von der heutigen Sonnentalstraße und dem Kaiserplatz bis etwa zur Rosenthalstraße. Peltzers Sohn Mathias (1632–1697), verheiratet mit Johanna Hoen und Kupfermeister auf dem Hammer, übernahm den Hof Grünenthal und vererbte diesen nunmehr seinem Sohn Matthias (* 1662), der mit Mechtildis Elisabeth Steingen verheiratet war. Dieser ließ zwischen 1699 und 1703 im Bereich der dortigen Steinfeldstraße zunächst das von zwei Turmtrakten flankierte, repräsentative Herrenhaus erbauen und richtete auf dem Gelände einen neuen Kupferhof ein. Durch spätere Um- bzw. Anbauten entstand letztlich die heutige Form einer dreiflügeligen, herrschaftlichen Hofanlage. 
Nachdem die Blütezeit der Kupfermeister in Stolberg etwa Mitte des 18. Jahrhunderts zurückgegangen war, stellte Heinrich Peltzer (1717–1795), ein Enkel von letztgenanntem Matthias, im Jahr 1754 die Messingproduktion auf Grünenthal ein und rüstete die dortigen Werksgebäude zu einer Textilfabrik um. Bereits 1772 verkaufte er die Gesamtanlage an Michael Michels aus Amsterdam, der seit 1745 im damaligen Aachener Vorort Burtscheid lebte. Über Michels Schwiegersohn Johann Wilhelm Homberg (* 1766) aus Maastricht kam Grünenthal an dessen Sohn Friedrich Homberg (* 1798), der jedoch keinen langfristigen Erfolg verbuchen konnte und die Hofanlage aufgegeben musste, woraufhin diese über mehrere Jahre leer stand und vom Verfall bedroht war. 

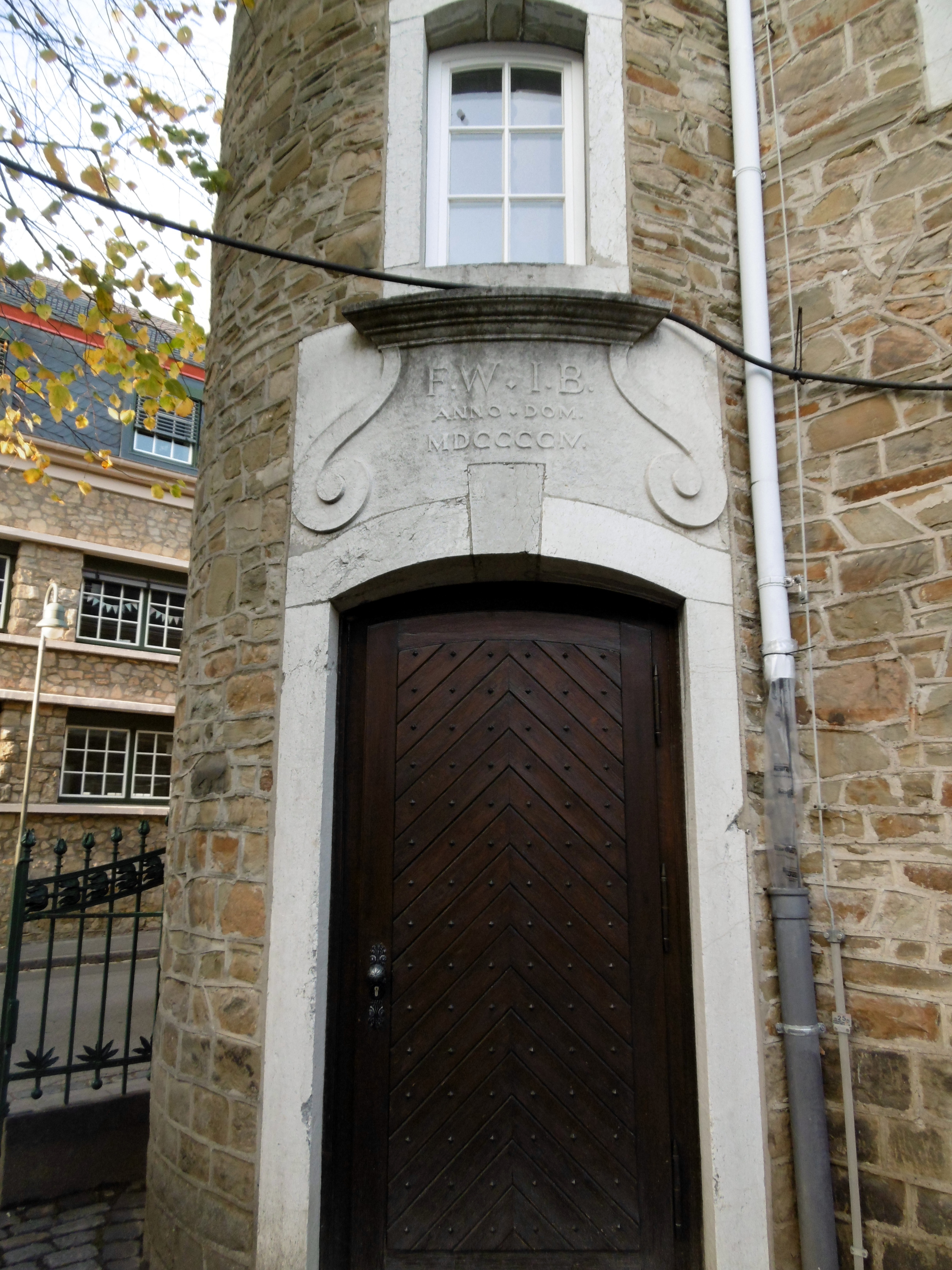
Treppenturm mit Inschrift: F.W. – J.B. MDCCCCIV (Franz Wirtz u. Josefine Brueckmann, 1954)

Schließlich erwarb 1842 der aus Verviers gekommene Leonhard Lynen-Dumont (1800–1886) den Hof Grünenthal und verlegte ein Jahr später seinen Wohnsitz in den von ihm wiederhergestellten Wohntrakt. In den Wirtschaftsgebäuden richtete er eine Kratzenfabrik sowie vier Jahre später eine Streichgarnspinnerei ein. Im Jahr 1877 musste sein Unternehmen jedoch Insolvenz anmelden und die Stadt Stolberg erhielt in einer daraufhin erfolgten öffentlichen Versteigerung im Jahr 1887 den Gesamtkomplex. Auf diesem ließ die Stadt das städtische Gymnasium und das Amtsgericht mitsamt Gefängnis errichten und verkaufte einen Großteil des Areals als Bauparzellen an Privatleute. 
Dadurch konnte der Unternehmer und Seifenfabrikant Franz Wirtz (1859–1930) das Gebäudeensemble des vormaligen Kupferhofs Grünenthal erwerben, zog in das von ihm restaurierte Herrenhaus ein und verlegte seine Seifenfabrik Mäurer & Wirtz aus der Klatterstraße in die modernisierten Wirtschaftsgebäude. Nachdem sich im Lauf der Jahre sein Betriebsgelände als zu klein erwiesen hatte, verlegte er im Jahr 1913 die Produktionsstätte an die Zweifaller Straße, wo sich seine Seifenfabrik zu einem internationalen Kosmetikhersteller entwickelte. Einige der freiwerdenden Wirtschaftsgebäude wurden anschließend von der Firma Emil Hoyer als Kartonagenfabrik genutzt oder dienten der Firma Mäurer & Wirtz als Lagerraum.
Nach dem Zweiten Weltkrieg gründete am 29. Januar 1946 Hermann Wirtz, der älteste Sohn von Franz Wirtz und Erbe von Hof Grünenthal, in den Gebäuden des ehemaligen Kupferhofes ein pharmazeutisches Unternehmen und benannte es nach der Hofbezeichnung. Dieses Unternehmen musste ebenfalls aus Kapazitätsgründen später nach Aachen-Eilendorf verlegt werden, der Kupferhof selbst verblieb jedoch weiterhin im Besitz der Unternehmerfamilie.
Der Kupferhof war, wie weite Teile Stolbergs, ebenfalls von der Hochwasserkatastrophe 2021 betroffen und wurde laut Unternehmensangaben von den Wassermassen „stark beschädigt“.

## Charakteristik
Das Gesamtkonzept der Anlage lässt (ähnlich wie beim Kupferhof Rosental) eine deutliche und bewusste Abkehr von den früher entstandenen geschlossenen u. verteidigungsfähigen Hoftypen hin zu repräsentativen Bauformen erkennen. Im Vergleich zu den zeitlich früher entstandenen Kupferhöfen besticht der Kupferhof Grünenthal mit dem zentral angeordneten Herrenhaus und den beiden vorgelagerten Seitenflügeln sowie seinem großzügigen nach Norden offenen Innenhof als feudaler Herrensitz. Die zwiebelförmigen, barocken Turmhelme geben der Anlage zudem einen unverwechselbaren Charakter und sind Ausdruck des wachsenden Selbstbewusstseins der wohlhabenden Kupfermeister.
Entsprechend dem vorherrschenden Zeitgeschmack wurde entlang der Südseite der Hofanlage, etwa im Bereich des heutigen Kaiserplatzes, ein prächtig gestalteter Barockgarten angelegt, der im Rahmen der Umgestaltung der Stadt zu Beginn des 20. Jahrhunderts einem neuen Stadtkern mit vorwiegender Historismus-Architektur weichen musste.

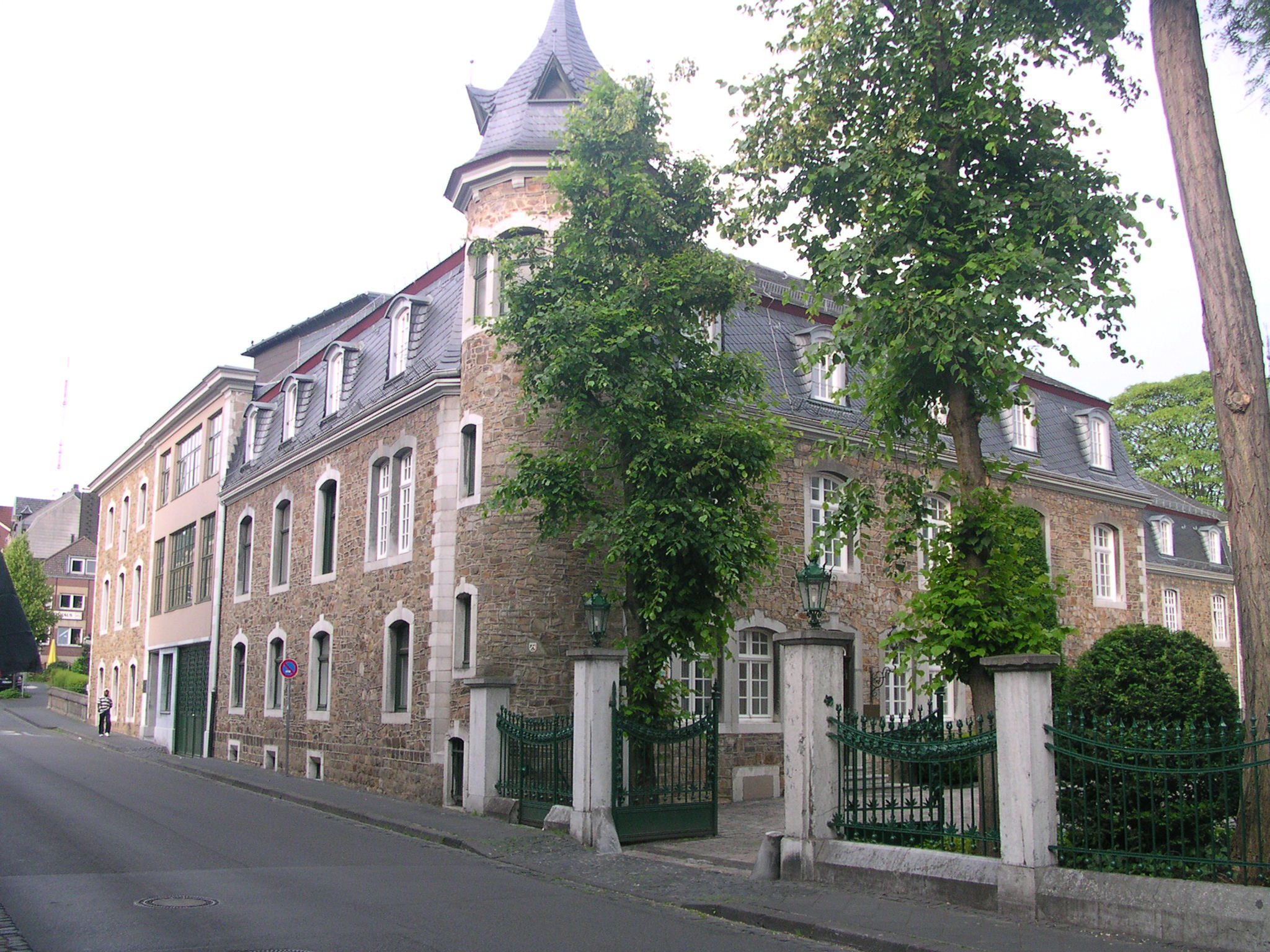
Eingang Steinfeldstraße
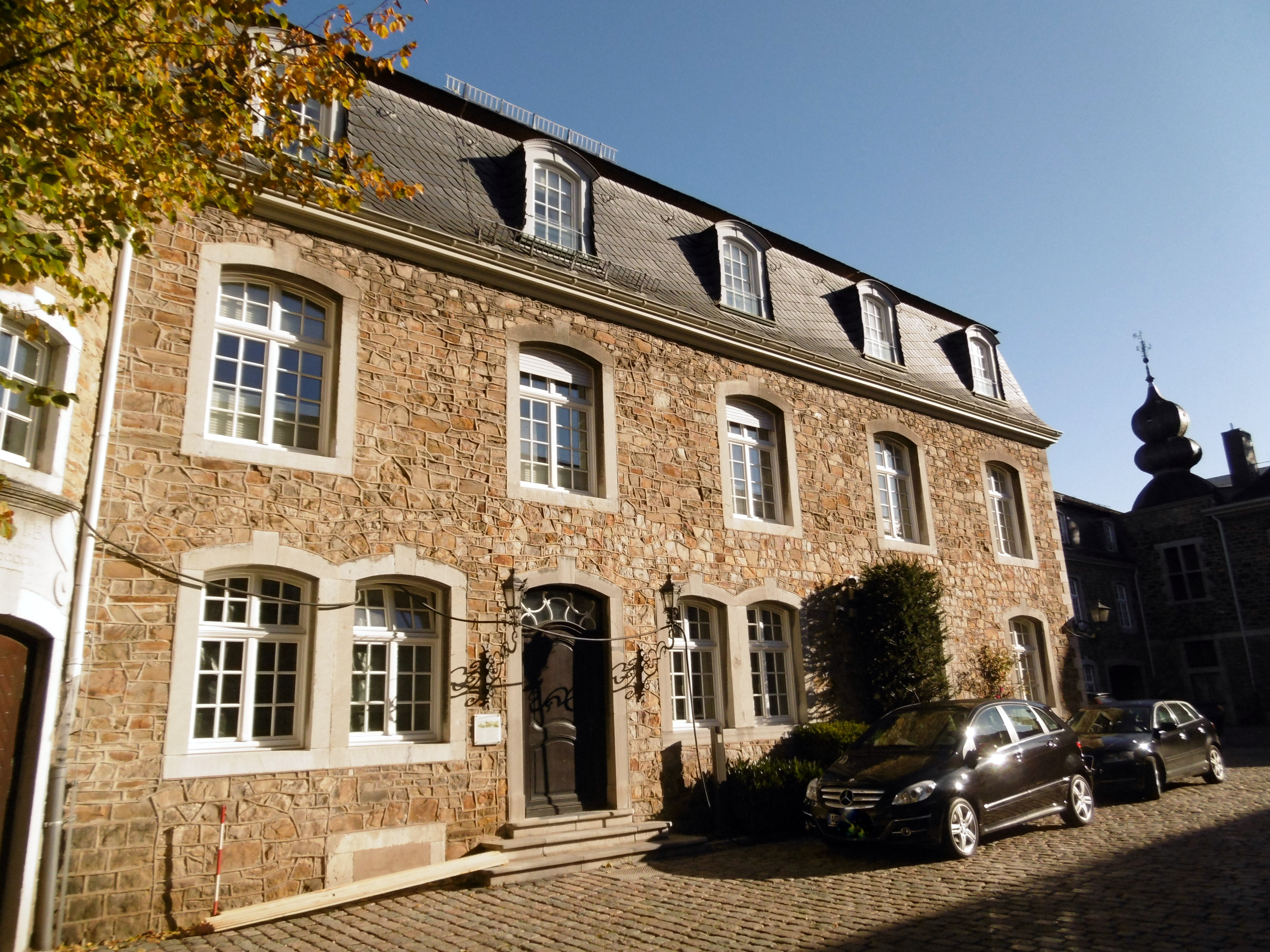
Linker vorderer Flügel
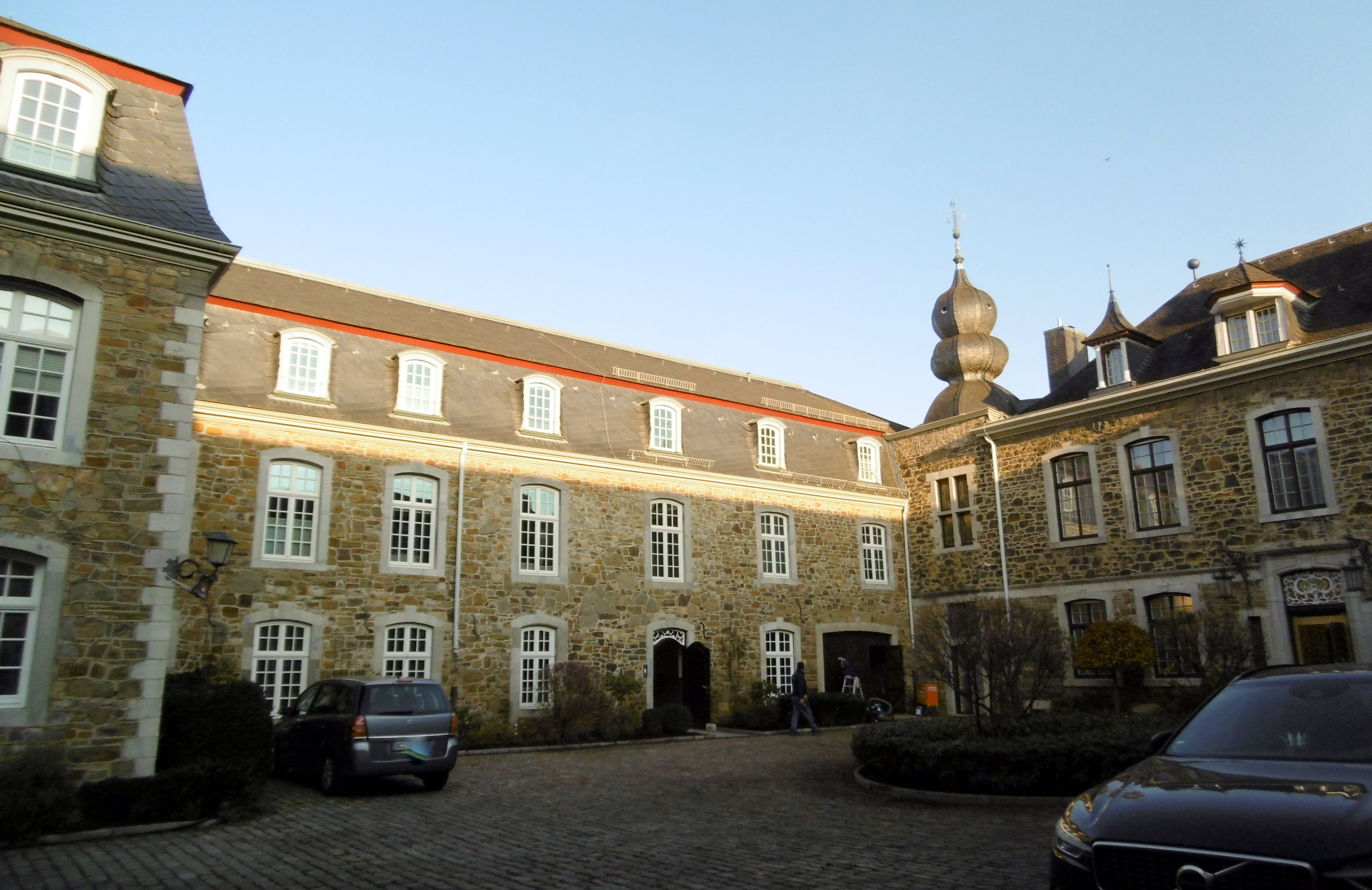
Linker hinterer Flügel
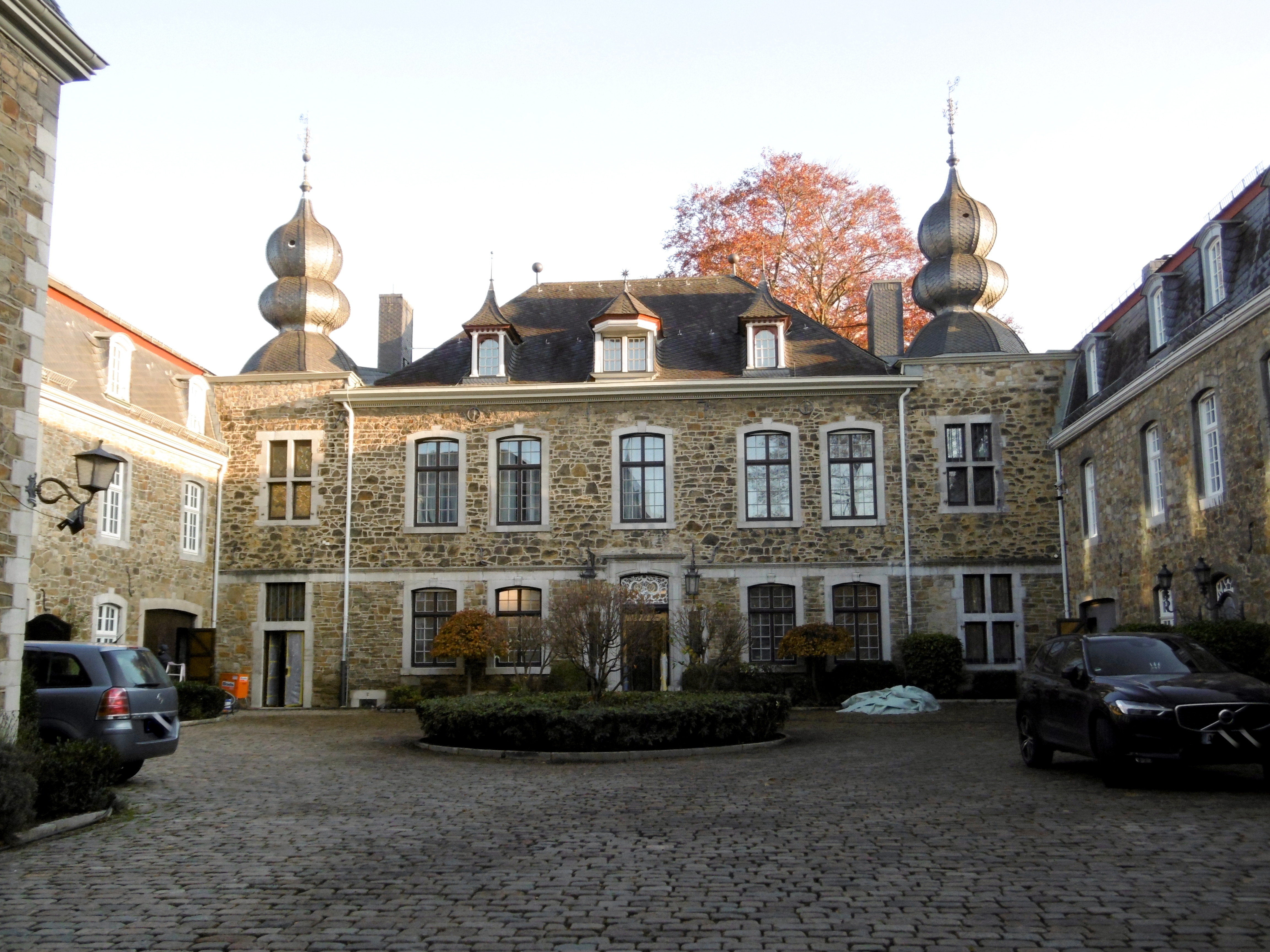
Herrenhaus
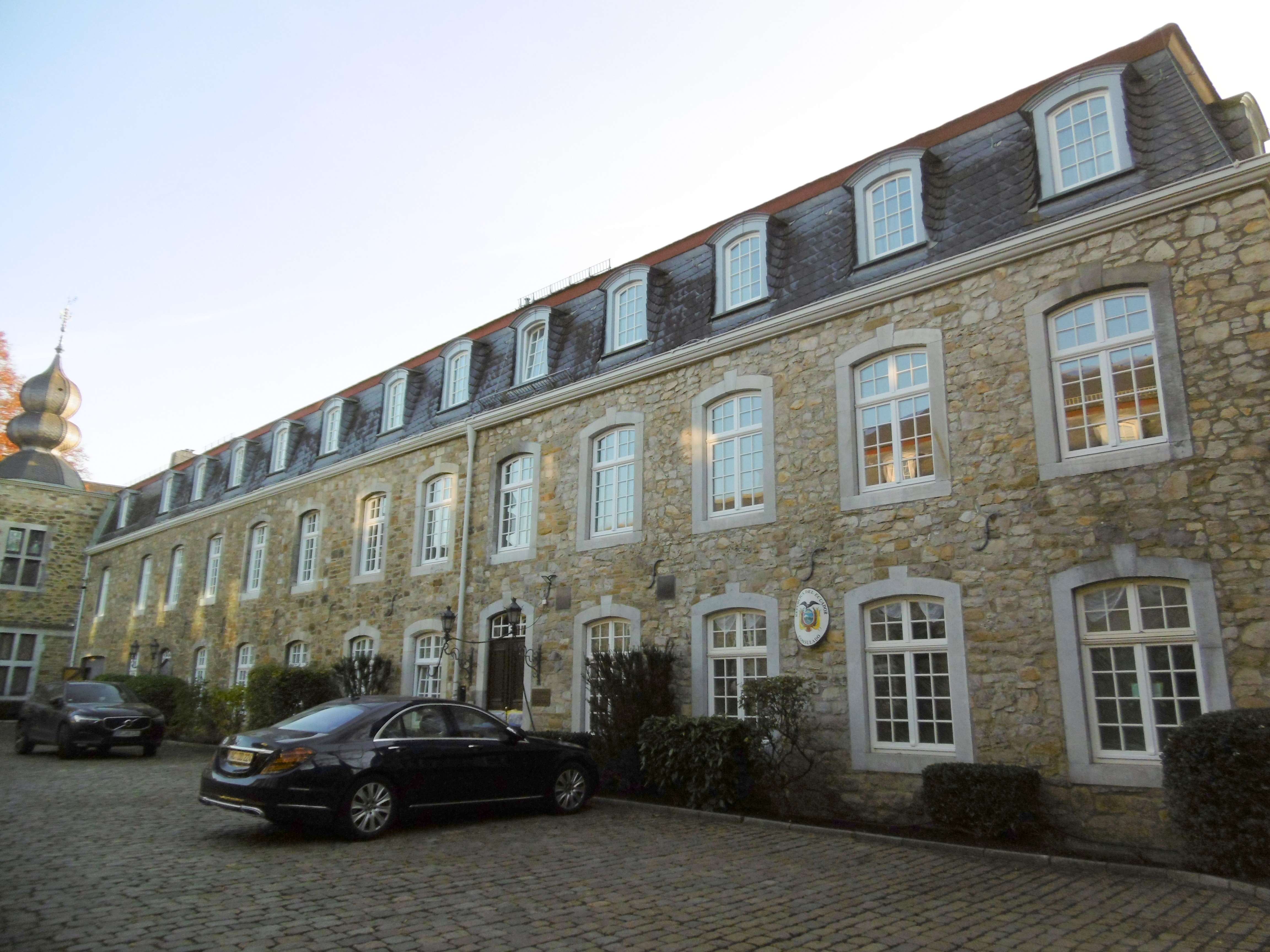
Rechter Flügel